# Medisch Centrum Slotervaart

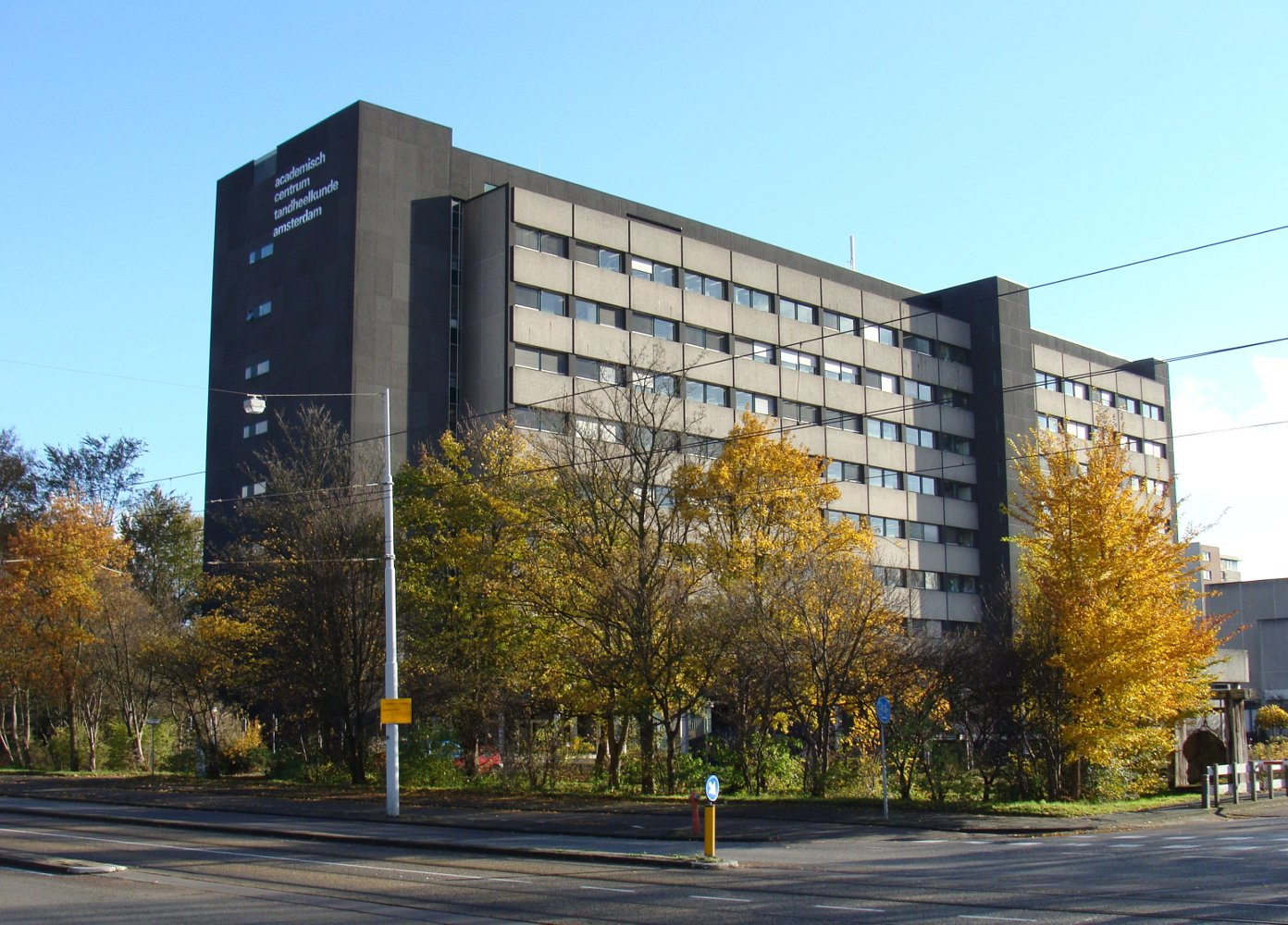
Het voormalige ACTA in 2008.

Medisch Centrum Slotervaart is de ambtelijke aanduiding voor een buurt in de Amsterdamse wijk Slotervaart die bestaat uit de gebouwen van enkele (voormalige) zorginstellingen rond de Louwesweg:
- het voormalige Slotervaartziekenhuis (van 2015-2018 MC Slotervaart)
- het verpleeghuis Hof van Sloten
- het Antoni van Leeuwenhoek (ziekenhuis en onderzoeksinstituut)
- het voormalige Centraal laboratorium van de bloedtransfusiedienst van het Nederlandse Rode Kruis (nu een vestiging van Sanquin)
- het voormalige Academisch Centrum Tandheelkunde Amsterdam (ACTA), nu een culturele broedplaats, studentenhuisvesting en nachtclub (Radion)
- woonzorgcentrum Louweshoek (Woonzorg Nederland)